# ويندي كابلان
ويندي كابلان (بالإنجليزية: Wendy Kaplan)‏ هي ممثلة أمريكية، ولدت في 19 فبراير 1966 في الصين.

## وصلات خارجية
- ويندي كابلان على موقع IMDb (الإنجليزية)
- ويندي كابلان على موقع قاعدة بيانات الفيلم (الإنجليزية)